# Condado de Monona
El condado de Monona (en inglés: Monona County, Iowa), fundado en 1851, es uno de los 99 condados del estado estadounidense de Iowa. En el año 2000 tenía una población de 10 020 habitantes con una densidad poblacional de 6 personas por km². La sede del condado es Onawa.

## Geografía
Según la Oficina del Censo, el condado tiene un área total de 1810 km² (698,8 mi²), de la cual 1795 km² (693,1 mi²) es tierra y 15 km² (5,8 mi²) es agua.

### Condados adyacentes
- Condado de Woodbury norte
- Condado de Crawford este
- Condado de Harrison sur
- Condado de Burt suroeste
- Condado de Thurston oeste

## Demografía
En el 2000 la renta per cápita promedia del condado era de $33, 235, y el ingreso promedio para una familia era de $41 172. El ingreso per cápita para el condado era de $17 262. En 2000 los hombres tenían un ingreso per cápita de $27 349 contra $17 477 para las mujeres. Alrededor del 9.40% de la población estaba bajo el umbral de pobreza nacional.
| 1900   | 1910   | 1920   | 1930   | 1940   | 1950   | 1960   | 1970   | 1980   | 1990   | 2000   |
| ------ | ------ | ------ | ------ | ------ | ------ | ------ | ------ | ------ | ------ | ------ |
| 17 980 | 16 633 | 17 125 | 18 213 | 18 238 | 16 303 | 13 916 | 12 069 | 11 692 | 10 034 | 10 020 |

## Lugares

### Ciudades y pueblos
- Blencoe
- Castana
- Mapleton
- Moorhead
- Onawa
- Rodney
- Soldier
- Turin
- Ute
- Whiting

### Principales carreteras
- Interestatal 29
- Carretera de Iowa 37
- Carretera de Iowa 141
- Carretera de Iowa 175
- Carretera de Iowa 183